# Ivica Belošević
Ivica Belošević (Sušak, 12. rujna 1909. – Rijeka, 7. listopada 1987.), bio je hrvatski nogometaš i nogometni trener. Bio je jedan od najboljih braniča u Hrvatskoj i na području cijele Kraljevine Jugoslavije u razdoblju između dvaju svjetskih ratova.

## Igračka karijera

### Klupska karijera
Obrambeni igrač, nakon nastupa u Grafičaru (1924. – 1931.) i Concordiji (1932. – 1937.) (osvojio (1931./32.). s Građanskim (1937. – 1941.) osvaja posljednje prvenstvo Jugoslavije (1939./40.).

### Reprezentativna karijera
Nastupio je 11 puta za "A" i 3 puta za "B" sastav Kraljevine Jugoslavije. Prvi puta za Kraljevinu Jugoslaviju nastupio je 1933. godine u utakmici protiv Grčke (5:3), u Bukureštu a posljednji puta 1939. godine u utakmici protiv Njemačke (1:5), u Zagrebu. Odigrao je tri utakmice za hrvatsku nogometnu reprezentaciju, 1940. godine, jednom kao kapetan. Njegovi nastupi za reprezentaciju u ono vrijeme bili su veliki uspjeh, jer je na svojem položaju imao jaku igračku konkurenciju (Bernard Hügl, Jozo Matošić, Ernest Dubac).

## Trenerska karijera
Bio je trener zagrebačkih klubova Victoria, Amater, Metalac, ZET, Grafičar, te varaždinske Slavije, sisačkoga Metalca i Karlovca.

## Priznanja
- 1969.: Srebrna plaketa Jugoslavenskoga nogometnoga saveza.[1]